# توپینامبا

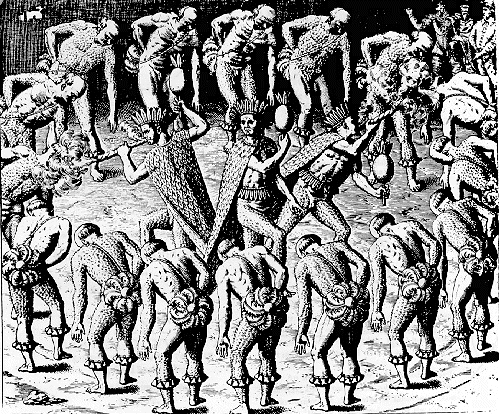
مراسمی از مردمان توپینامبا در سدهٔ شانزدهم

توپینامبا (به پرتغالی: Tupinambá) شاخه‌ای از توپی‌ها بودند که تا پیش از چیرگی کامل استعمارگران پرتغالی بر برزیل در این سرزمین می‌زیستند. زبان ننگاتو بازماندهٔ زبان این مردمان است. 
اروپاییان در سدهٔ شانزدهم میلادی از ایشان به کرات یادکرده‌اند، از جمله میشل دو مونتین در اثرش دس کانیبالس از آنان الهام گرفته‌است. همچنین افسانهٔ وحشی نیک در عصر روشنگری با تاثیر از آنان ساخته و پرداخته شده‌است.

## نگارخانه

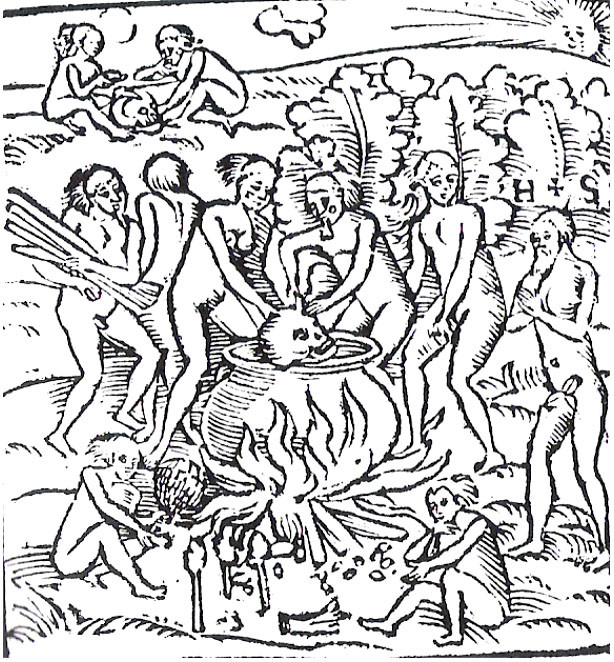
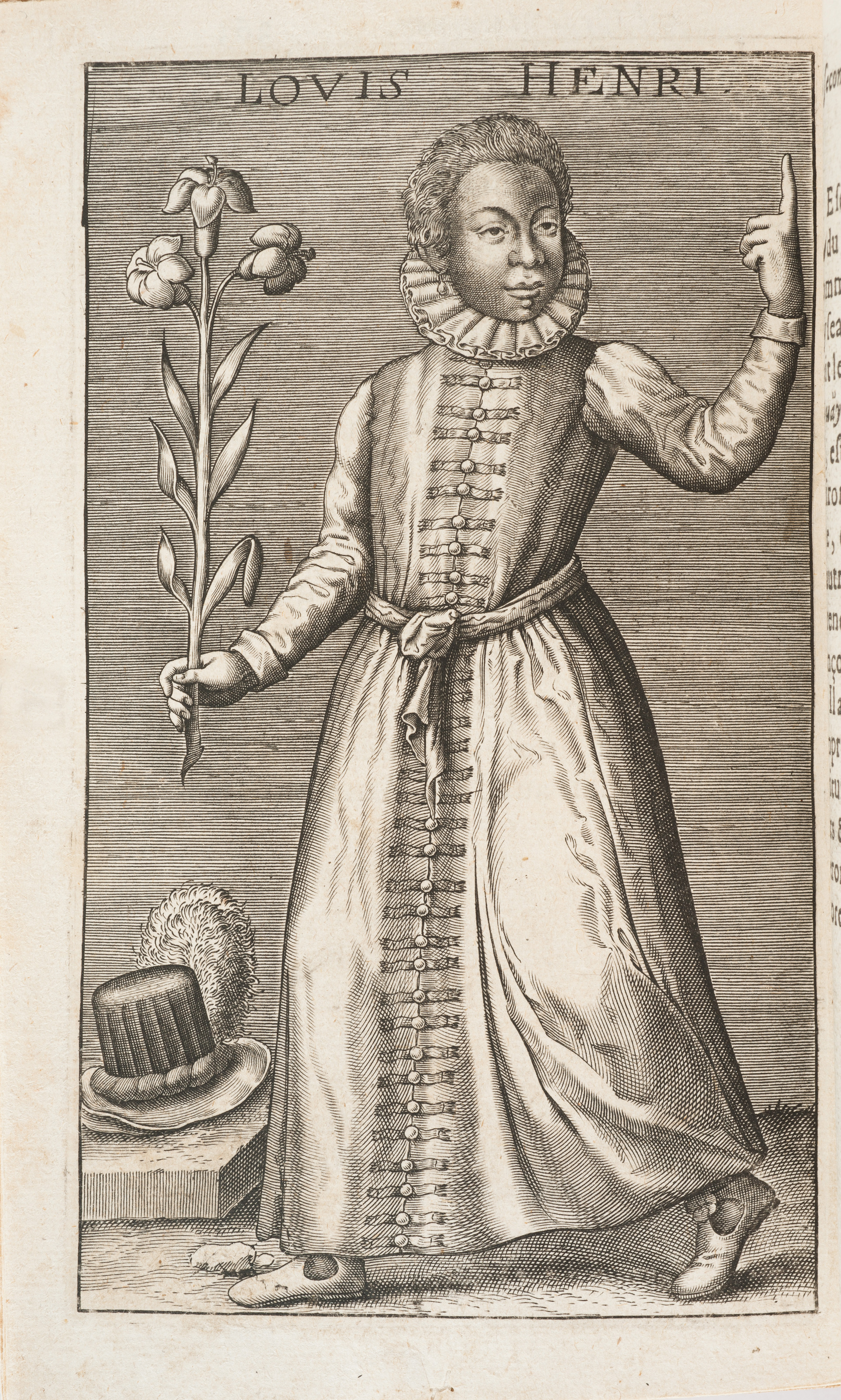
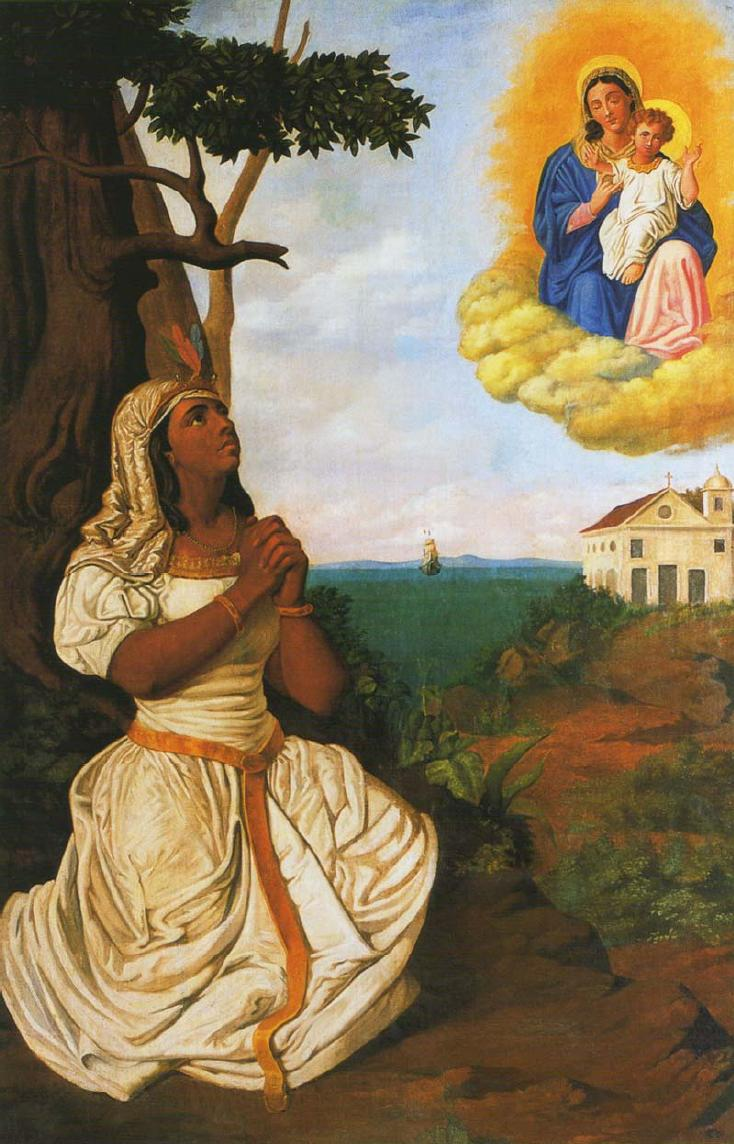